# 傑文·卡特
傑文·卡特（英語：Jevon Carter，1995年9月14日—），出生於美國伊利諾州的奧克帕克，為現役美國職業籃球運動員，目前效力NBA芝加哥公牛。場上主要位置為控球後衛。
卡特於西維吉尼亞大學完成四年學業後才投入2018年NBA选秀，並在第二輪第三十二順位為曼菲斯灰熊選中。

## 高中生涯
卡特早年就讀於伊利諾州梅坞市當地的東普羅維索高中。在2011至2012年間，他一直為校隊出征AAU聯賽。當時他不僅是隊上的頭號得分手，同時也是防守能力最為優秀的隊員。而根據知名體育網站《247Sports.com》的評價，卡特被評選為三星級的籃球運動員。不久後他收到了許多學校提供的獎學金邀請，其中包括了阿克倫大學、達特茅斯學院、肯特州立大學、理海大學、托雷多大學、瓦爾帕萊索大學、威斯康星大學綠灣分校和伊利諾伊州立大學等優秀的學校。但他最終卻選擇了鮑伯·哈金斯執教的西維吉尼亞大學。

## 大學生涯
在大一賽季中，卡特主要擔任西維吉尼亞大學登山者隊的替補控球後衛，雖然數據上並不亮眼，但是卡特的防守能力使他成為十二大聯盟的頂級防守球員之一，在新人賽季便入選十二大聯盟最佳防守陣容。在升上大二後，哈金斯教練決定將卡特提拔為登山者隊的先發控球後衛，而他也不負眾望，整個賽季場均攻下9.5分和2.9個籃板。
在大三賽季中，卡特的場均數據來到了13.5分、5.0個籃板以及3.6次助攻。憑藉自身優秀的防守能力，卡特榮獲了許多榮譽，其中包括十二大聯盟年度最佳防守球員，以及萊夫提·德里澤爾獎和NABC年度最佳防守球員，無疑是十二大聯盟賽區最優秀的防守球員。大三賽季結束後，卡特原有意願參加2017年NBA選秀，但他並沒有聘請任何經紀人，且在經過一番考慮後，卡特決定回歸登山者隊完成他的最後一年學業。
2018年4月1日，傑文·卡特被評選為2016–17賽季全國籃球教練協會年度最佳防守球員的獲獎者，成為十二大聯盟歷史上第七位不止一次贏得該獎項的球員。而在同一時間，卡特也榮獲了首屆的奈史密斯年度最佳防守球員獎。

### 大學統計數據
| 賽季    | 大學           | 上場次數 | 先發次數 | 上場時間 | 投篮命中率 | 三分球命中率 | 罚球命中率 | 篮板 | 助攻 | 抄截 | 阻攻 | 得分 |
| ------- | -------------- | -------- | -------- | -------- | ---------- | ------------ | ---------- | ---- | ---- | ---- | ---- | ---- |
| 2014–15 | 西維吉尼亞大學 | 35       | 4        | 23.8     | 36.0       | 31.4         | 77.0       | 2.3  | 1.8  | 1.9  | 0.1  | 8.1  |
| 2015–16 | 西維吉尼亞大學 | 35       | 35       | 27.7     | 38.3       | 30.6         | 74.4       | 2.9  | 3.3  | 1.7  | 0.3  | 9.5  |
| 2016–17 | 西維吉尼亞大學 | 37       | 36       | 32.0     | 43.9       | 38.9         | 77.4       | 5.0  | 3.7  | 2.5  | 0.2  | 13.5 |
| 2017–18 | 西維吉尼亞大學 | 37       | 37       | 35.5     | 42.2       | 39.3         | 85.8       | 4.6  | 6.6  | 3.0  | 0.4  | 17.3 |
| 生涯    |                | 144      | 112      | 29.9     | 40.7       | 35.5         | 79.8       | 3.7  | 3.9  | 2.3  | 0.2  | 12.2 |

## 職業生涯

### 孟菲斯灰熊（2018−2019）
2018年6月21日，傑文·卡特在2018年NBA選秀大會中以第二輪第三十二順位為孟菲斯灰熊所選中。2018年7月12日，孟菲斯灰熊正式宣布已與卡特正式簽下新秀合約。他在五場季前賽中場均能攻下2.6分、1.2個籃板並送出1.0次助攻。新秀賽季期間，卡特曾多次被灰熊隊下放至其在NBA G聯盟的附屬球隊－曼菲斯疾行。

### 菲尼克斯太陽隊（2019−至今）
2019年7月7日，灰熊隊官方宣佈將傑文·卡特交易至菲尼克斯太陽隊。

## 代言
2018年8月3日，卡特透過Instagram宣布已簽約並將成為AND1的品牌大使。

## 外部連結
- 傑文·卡特在NBA官網（英语）
- 傑文·卡特在NBA G聯盟官網（英语）
- 傑文·卡特在Basketball-Reference.com（NBA）（英语）
- 傑文·卡特在Basketball-Reference.com（NBA G聯盟）（英语）
- 傑文·卡特在Sports-Reference.com（NCAA）（英语）
- 傑文·卡特在ESPN（NBA）（英语）
- 傑文·卡特在Eurobasket.com（球員）（英语）
- 傑文·卡特在Proballers（英语）
- 傑文·卡特在RealGM（英语）
- 西維吉尼亞大學登山者隊傳 （页面存档备份，存于）